# جنبش تغییر
جنبش تغییر یا جنبش گوران (کردی: بزووتنه‌وه‌ی گۆڕان) یک حزب سیاسی در کردستان عراق است. این جریان در سال ۲۰۰۶ با انشعاب نوشیروان مصطفی از بنیان‌گذاران و رهبران اتحادیه میهنی کردستان، در اعتراض به آن‌چه که فساد اصلاح‌ناپذیر در این حزب خوانده می‌شد- و تأسیس شرکت رسانه‌ای ووشا پدید آمد. این جریان خود را مدافع آزادی و دمکراسی و مخالف فساد و قبیله‌گرایی معرفی می‌کند. پس از مرگ نوشیروان مصطفی ماجدعلوان سالار به ریاست حزب برگزیده شد

## مجلس کردستان
این جریان در انتخابات پارلمان کردستان در سال ۲۰۰۹ به عنوان اپوزیسیون اصلی ائتلاف کردستان متشکل از حزب دمکرات و اتحادیه میهنی مطرح شد و به کسب ۲۴٪ آراء در کردستان عراق شد و ۲۵ کرسی از ۱۱۱ کرسی پارلمان کردستان نائل آمد.

## مجلس عراق
در انتخابات مجلس نمایندگان عراق ۲۰۱۰ هم این حزب با ۴٫۳۶٪ آراء کل کشور به ۸ کرسی دست یافت. این حزب در استان سلیمانیه ۶ کرسی از مجموع ۱۷ کرسی و در استان اربیل ۲ کرسی از مجموع ۱۴ کرسی به دست آورد.